# سیارک ۲۳۰۱۴
سیارک ۲۳۰۱۴ (به انگلیسی: 23014 Walstein، نامگذاری:1999VV173) بیست و سه هزار و چهاردهمین سیارک کشف شده‌است که در ۱۵ نوامبر ۱۹۹۹ کشف شد.
قدر مطلق سیارک برابر ۱۴.۱ است.